# Diffuses Raytracing

Mit diffusem Raytracing gerendertes Bild. Der Algorithmus erzeugt weiche Schatten, kann aber nicht den Lichtaustausch zwischen diffusen Flächen berechnen. Das Bild wirkt dadurch zu dunkel.

Diffuses Raytracing, auch stochastisches Raytracing oder Distributed Ray Tracing genannt, ist ein 1984 veröffentlichter Algorithmus zur Bildsynthese.
Beim diffusen Raytracing handelt es sich um eine Erweiterung des normalen Raytracings, bei dem in bestimmten Situationen nicht nur ein Strahl, sondern mehrere zufällig generierte Strahlen zur Bestimmung eines Wertes verwendet werden. Durch diese Monte-Carlo-Simulation lassen sich bestimmte „weiche“ oder „verschwommene“ Erscheinungen simulieren.
Im Einzelnen lassen sich durch diffuses Raytracing  folgende Effekte erzielen:
- Echte, weiche Lichtschatten (durch Abtastung der sichtbaren Oberfläche der Lichtquellen)
- Verschwommene Lichtreflexionen auf glänzenden Oberflächen (durch Verteilung der Richtung der reflektierten Strahlen gemäß der bidirektionalen Reflektanzverteilungsfunktion, BRDF)
- Tiefenunschärfe (durch Abtastung der Linsenoberfläche des virtuellen Kamerasystems)
- Bewegungsunschärfe (durch zeitliche Verteilung der Strahlen während der „Belichtungszeit“ eines Einzelbilds)
- Antialiasing des Bildes (durch Verteilung der Strahlen über die Fläche der Pixel in der Bildebene)

Die Natur des Verfahrens bedingt eine mehr oder weniger hohe Anzahl von Strahlen, um rauscharme Bilder zu erzeugen.
Durch diffuses Raytracing wird es möglich, die Qualität des Bildes zu erhöhen und bestimmte Effekte zu berücksichtigen, jedoch erlaubt diffuses Raytracing an sich nicht die Berechnung der globalen Beleuchtung, da nur bei spiegelnden oder glänzenden, nicht aber bei diffusen Oberflächen Sekundärstrahlen ausgesendet werden. Dazu wurden Methoden wie Path Tracing, Photon Mapping oder auch erweiterte Formen von Radiosity entwickelt.